# Sexo!!
| Críticas profissionais | Críticas profissionais |
| Avaliações da crítica  | Avaliações da crítica  |
| Fonte                  | Avaliação              |
| ---------------------- | ---------------------- |
| allmusic               | link                   |

Sexo!! é o segundo álbum da banda brasileira Ultraje a Rigor, lançado no ano de 1987 pela WEA Records.
Lançado com um show surpresa em um shopping na Avenida Paulista, em Março de 1987, o disco quebrava um tabu da indústria fonográfica, em que um primeiro disco de sucesso era sucedido por um disco-fiasco. As principais canções do disco são "A Festa", "Eu Gosto de Mulher", "Pelado" (incluída na trilha sonora da telenovela Brega e Chique, da Rede Globo), "Terceiro" e a faixa-título.
Destaque também para a canção "Prisioneiro", em que o baixista Maurício Defendi assume os vocais principais. A música contava a história de um ladrão político que vive “bem com o tráfico e com a corrupção". Diante disso, a faixa foi vetada para execução nas rádios pela Censura Federal ( a Divisão de Censura de Diversões Públicas, DCDP) na época.
O disco marca a entrada de um novo integrante, Sérgio Serra, que entrou para a banda no lugar de Carlo Bartolini, o Carlinhos, que saiu da banda durante as gravações do disco. Uma parte das guitarras foi gravada pelo produtor Liminha.

## Faixas
Todas as faixas escritas e compostas por Roger Moreira, exceto onde estiver indicado. 
| N.º | Título                                       | Compositor(es)               | Duração |  |
| 1.  | "Eu Gosto de Mulher"                         |                              | 4:13    |  |
| 2.  | "Dênis, o Que Você Quer Ser Quando Crescer?" |                              | 3:06    |  |
| 3.  | "Terceiro"                                   |                              | 4:19    |  |
| 4.  | "A Festa"                                    |                              | 3:37    |  |
| 5.  | "Prisioneiro"                                | Maurício/Roger Moreira       | 4:22    |  |
| 6.  | "Sexo!!"                                     | Maurício/Roger Moreira       | 4:39    |  |
| 7.  | "Pelado"                                     |                              | 3:28    |  |
| 8.  | "Ponto de Ônibus"                            | Maurício/Roger Moreira       | 3:17    |  |
| 9.  | "Maximillian Sheldon"                        |                              | 4:11    |  |
| 10. | "Will Robinson e Seus Robots"                | Edgard/Leôspa/Maurício/Roger | 2:55    |  |

A faixa "Eu Gosto de Mulher" traz uma citação instrumental da peça orquestral "Dança do Sabre" de Aram Khatchaturian entre 1:45 e 2:16

## Créditos
Banda
- Roger Moreira: guitarra base, flauta na faixa 6 e voz
- Sérgio Serra: guitarra solo nas faixas 6, 7 e 8 e vocais
- Maurício Defendi: baixo, guitarra na faixa 7 e vocais
- Leonardo Galasso (Leôspa): bateria e vocais

Músicos convidados
- Carlo "Carlinhos" Bartolini: guitarra solo nas faixas 4 e 5
- Sting: vocais na faixa 3 (o cachorro boxer do Liminha, que late no coro de “Terceiro”)[4]
- Edgard Scandurra: guitarras base e solo na faixa 10
- Liminha: guitarra solo nas faixas 1, 2, 3 e 9, baixo na faixa 7 e vocais
- João Barone: solo de bateria na faixa 9

## Certificações
| País          | Certificação | Data | Vendas certificadas |
| ------------- | ------------ | ---- | ------------------- |
| Brasil - ABPD | Platina      | 1987 | 250.000             |